# Halcones Fútbol Club
Halcones F.C. fue un club de fútbol de Guatemala del municipio de La Democracia en Huehuetenango. Fue fundado el 16 de junio de 2007 (como Peñarol La Mesilla), desapareció por problemas económicos en 2016 cuando estaba jugando en la Liga Primera División. Hizo historia al ser el primer equipo de una aldea en conseguir su ascenso a la Liga Nacional. Su estadio oficial es el Comunal de la Mesilla.

## Historia
Empezó participando en torneos de cuarta, tercera y segunda división de fútbol en Guatemala. Iniciaron un proyecto de adquisición de un terreno más grande para la construcción del Estadio Comunal de La Mesilla.
Esto llamó la atención de Rony Pinto quien pensó en la Liga Nacional, sin esperar mucho y aprovechando el alto interés por el fútbol local de las personas, hizo varias propuestas y juntamente con personas colaboradoras de Camoja Grande adquirió una plaza en segunda división para la temporada 2007-2008 en la que en una sola vez se logró el ascenso a la Primera División.
En su primera participación en la Primera División logran conseguir su ascenso a la Liga Nacional. Derrotando en la final al equipo de San Pedro por marcador de 1 - 0. Participando por primera vez en la Liga Nacional de Guatemala consiguieron mantener la categoría ya que estuvieron al borde del descenso y de paso meterse en la liguilla final por la disputa del título, pero fueron eliminados por Suchitepéquez en la primera llave de los cuartos de final por marcador global de 3-2.

## Escudo
El escudo tiene escrito el nombre del club en la parte superior, contiene la imagen de un halcón con una pelota de fútbol entre las patas volando sobre una montaña y es de color blanco, rojo con azul.

## Uniforme
- Uniforme titular: Camiseta roja , pantalón azul, medias blancas.

## Junta Directiva
→ Actualizada al 15 de mayo de 2010.
| Nombre                        | Puesto             |
| Frain Rony Pinto Leiva        | Presidente         |
| Roberto Horacio Sánchez Ochoa | Presidente Adjunto |
| Augusto Martínez Rivas        | Tesorero           |
| Kennedy Urisar Pinto Leiva    | Secretario         |
| Luis Manuel Rivas Ordóñez     | Vocal I            |
| José Rosmero López            | Vocal II           |
| Erin Cardona                  | Vocal III          |
| Gilberto Martínez Rivas       | Vocal IV           |
| Rogelio Pérez Mazariegos      | Vocal V            |
| Gilberto Roblero              | Vocal VII          |
| Julio Miguel Rivas            | Vocal VIII         |
| Julio López Rivas             | Vocal IX           |
| Edy Herrera Rivas             | Vocal X            |
| Elmer Mérida Cobon            | Vocal XI           |
| Iram Mérida Cobon             | Vocal XII          |
| Benamar Rivas López           | Vocal XIII         |

## Datos del club
- Temporadas en Liga Nacional: 7 (2009, 2010, 2011, 2012, 2013, 2014, 2015).
- Temporadas en Primera División: 1 (2008) .
- Mayor goleada conseguida: .
  - En campeonatos nacionales: 4-1 a Deportivo Petapa (Apertura 2012).
- Mayor goleada encajada: .
  - En campeonatos nacionales: 7-0 a CSD Comunicaciones (Clausura 2011).

## Plantilla 2014/15
- = Lesionado de larga duración

- Los equipos de la Liga Nacional están limitados a tener en la plantilla un máximo de cuatro jugadores extranjeros. La lista incluye sólo la principal nacionalidad de cada jugador, algunos de los jugadores no guatemaltecos tienen doble nacionalidad: